# ریچماند (تگزاس)
ریچماند، تگزاس(به انگلیسی: Richmond, Texas) شهری در ایالت تگزاس از ایالات جنوبی ایالات متحده آمریکا است. در سرشماری سال ۲۰۰۰، جمعیت این شهر ۱۱۰۸۱ نفر اعلام شد.